# Екотуризам
Екотуризам је туризам у природном окружењу без оштећења или нарушавања станишта. То је облик туризма који укључује посету крхким, нетакнутим и релативно неометаним природним подручјима, замишљен као алтернатива стандардном комерцијалном масовном туризму са малим утицајем и често у малим размерама. То значи одговорно путовање у природна подручја, очување животне средине и побољшање благостања локалног становништва.Његова сврха може бити образовање путника, обезбеђивање средстава за еколошко очување, директна корист економском развоју и политичком оснаживању локалних заједница или неговање поштовања различитих култура и људских права. Од 1980-их еколози еколошки туризам сматрају критичним подухватом, тако да будуће генерације могу доживети дестинације релативно нетакнуте људском интервенцијом. Неколико универзитетских програма користи овај опис као радну дефиницију екотуризма.
Генерално, екотуризам се бави интеракцијом са биотичким компонентама природног окружења. Екотуризам се фокусира на друштвено одговорна путовања, лични раст и еколошку одрживост. Екотуризам обично укључује путовања на дестинације где су флора, фауна и културно наслеђе примарна атракција. Екотуризам има за циљ да туристима пружи увид у утицај људи на животну средину и да подстакне већу уважавање наших природних станишта.
Поред процене еколошких и културних фактора, саставни део екотуризма су промоција рециклаже, енергетске ефикасности, очувања воде и стварање економских прилика за локалне заједнице. Из ових разлога екотуризам често апелује на заговорнике еколошке и друштвене одговорности.

## Бенефити екотуризма
Екотуризам је туризам који се води одговорно ради очувања животне средине и одржавања добробити локалног становништва.Његове предности укључују:
- Изградња еколошке свести.
- Пружање директних финансијских користи за заштиту.
- Пружање финансијских користи и оснаживање локалног становништва.
- Поштовање локалне културе.
- очување биолошке и културне разноликости кроз заштиту екосистема.
- промоција одрживог коришћења биодиверзитета, обезбеђивањем послова локалном становништву.
- поделе свих социјално-економских користи са локалним заједницама и аутохтоним народима уз њихов информисани пристанак и учешће у управљању екотуристичким предузећима.
- туризам до нетакнутих природних ресурса, с минималном утицајем на животну средину која је примарна брига.
- минимизирање утицаја туризма на животну средину.
- приступачност и недостатак отпада у облику луксуза.
- локална култура, флора и фауна су главне атракције.